# Киреев, Андрей Игоревич
Андре́й И́горевич Кире́ев (6 июля 1985, Рязань) — российский футболист, защитник и полузащитник.

## Карьера

### Юношеская
В составе сборной Москвы одержал победу в Международных спортивных юношеских играх стран СНГ, Балтии и регионов России, проходивших в Москве в 2002 году, оформив дубль в финальном матче против петербуржцев (4:0).

### Профессиональная
Сначала играл за юниорскую команду ЦСКА, а затем подписал контракт с главной командой, где играл за дубль. В 2004 году из Москвы переходит в новотроицкую «Носту», выступавшую во втором дивизионе. В начале 2006 года подписал трёхлетнее соглашение с казанским «Рубином». 27 июля 2007 года дебютировал в основном составе «Рубина» в матче 16 тура Премьер-лиги против московского «Локомотива», выйдя на 89-й минуте матча вместо Дмитрия Васильева. Также в составе клуба принимал участие в двух матчах Кубка Интертото с венгерским «Залаэгерсегом» и австрийским «Рапидом». Из-за высокой конкуренции за место в основном составе казанского клуба, Киреев решает сменить клуб. Перед сезоном 2008 года побывал на просмотре в «Спартаке-Нальчик», но 3 марта подписал контракт с «Ростовом». Через полгода перебрался в другой клуб Первого дивизиона — подольский «Витязь», откуда в начале 2010 года перешёл в курский «Авангард». 27 июня 2020 года пополнил состав дебютанта ФНЛ, клуба «Акрон» Тольятти.

## Участие в еврокубках
- Кубок Интертото 2007: 2 игры